# Luna Papa
Luna Papa (russisk: Лунный папа) er en spillefilm fra 1999 af Bakhtyar Khudojnazarov.

## Medvirkende
- Tjulpan Khamatova som Mamlakat
- Moritz Bleibtreu som Nasreddin
- Ato Mukhamedzjanov som Safar
- Merab Ninidze som Alik
- Polina Rajkina som Khabibula